# Kenny Starfighter – Dr Deo slår tillbaka
Kenny Starfighter – Dr Deo slår tillbaka är en svensk TV-serie från 2022 som hade premiär den 16 september 2022 på SVT1 & SVT Play. Serien är en uppföljare av Kenny Starfighter där Johan Rheborg åter spelar huvudrollen som Kenny Starfighter. Calle Åstrand, Pontus Löwenhielm och Mats Lindberg skrev manus och regisserade serien.

## Handling
Sofia och Tyrone som träffade Kenny Starfighter som barn har nu vuxit upp och tillsammans fått två barn, Ester och Milo. En dag när Ester kommer hem från skolan, upptäcker hon att hela familjen har försvunnit. Tillsammans med sina bästa vänner Errol och Vincent, börjar hon leta efter sin familj.

## Rollista
- Johan Rheborg – Kenny Starfighter
- Maja Rung – Penny Starfighter
- Sissela Kyle – Jenny Starfighter
- Kiwi Casslind – Ester
- Simon J. Berger – Dr Deo
- Katrin Sundberg – Amiral Angst
- Anton Lundqvist – Hjalmar
- Thomas Hanzon – polisman Frank
- Per Svensson – Benny Ballonga
- Benny Haag – tyskaläraren Franz Wilhelm
- Kolbjörn Skarsgård – Milo
- Josefin Edvardsson – Sofia
- Gabriel Hermelin – Tyrone
- Marie Agerhäll – Anna Murvelblad
- Ove Wolf – Glenn
- Annika Andersson – Margit Lundin
- Claes Elfsberg – rådsmedlem 1
- Börje Lundberg – rådsmedlem 2
- Hannu Kiviaho – rådsmedlem 3
- Josefine Rheborg – Ronja Raygun (krediterad som Josefin Rheborg)
- Henrik Johansson – Lord af Konrad
- Carl Åstrand – Mangoman
- Lina Hedlund – Disco Diana
- Johan Glans – Kapten Kaos
- Aris Denis Sanchez – Bengt Biceps
- Mark Levengood – domare
- Roshana Hoss – chef för Insatsstyrkan
- Linus Samuelsson – Burken (cameo)[2]
- Johan Stattin  – Markus (cameo)[2]
- Mattias Kindberg - Underhuggare 22 (cameo)[2]

## Produktion
Serien spelades in i Västra Götaland hösten 2021 och producerades av Jarowskij i samproduktion med Film i Väst och SVT.
Den 1 juni 2022 offentliggjordes uppgifter om att serien kommer att få en uppföljning i någon form i september samma år. I samband med detta lades dessutom upp en kontaktannons på Blocket som sökte en "galaxhjälte" med start i september 2022 på planeten Mylta samt egen ort och Lord af Konrad som kontaktperson. En vecka senare framkom det att serien skulle ha premiär den 16 september samma år.

## Avsnitt
| Nr i serien | Titel                              | Regissör                                         | Originalvisning   |
| ----------- | ---------------------------------- | ------------------------------------------------ | ----------------- |
| 1           | "En försvunnen hjälte"             | Calle Åstrand, Mats Lindberg & Pontus Löwenhielm | 16 september 2022 |
| 2           | "Jakten på den försvunna turbanen" | Calle Åstrand, Mats Lindberg & Pontus Löwenhielm | 23 september 2022 |
| 3           | "En familj för en turban"          | Calle Åstrand, Mats Lindberg & Pontus Löwenhielm | 30 september 2022 |
| 4           | "Snabbt och vingligt"              | Calle Åstrand, Mats Lindberg & Pontus Löwenhielm | 7 oktober 2022    |
| 5           | "Det är nåt fel som är trasigt"    | Calle Åstrand, Mats Lindberg & Pontus Löwenhielm | 14 oktober 2022   |
| 6           | "Giganternas kamp"                 | Calle Åstrand, Mats Lindberg & Pontus Löwenhielm | 21 oktober 2022   |
| 7           | "Vem släckte lampan?"              | Calle Åstrand, Mats Lindberg & Pontus Löwenhielm | 28 oktober 2022   |
| 8           | "Luktar bäst som luktar sist"      | Calle Åstrand, Mats Lindberg & Pontus Löwenhielm | 4 november 2022   |